# 住吉藍好
住吉 藍好（すみよし あいこう、1994年12月27日 - ）は、日本のラグビー選手。

## プロフィール
- 京都府出身[1]。
- ポジションはスクラムハーフ(SH)。
- 身長 162cm、体重 67kg
- ニックネームは藍ちゃん。

## 略歴
中学校からラグビーを始めた。
2013年、光泉高校卒業後、中央大学に入る。なお光泉高校時代、高校日本代表候補に選ばれたことがある。
2017年、中央大学卒業後、近鉄ライナーズに加入。同年12月9日に行われたジャパンラグビートップリーグ第11節の神戸製鋼コベルコスティーラーズ戦にて途中出場で公式戦初出場を果たす。
2021年、近鉄ライナーズを退団した。